# Brunettia uzeli
Brunettia uzeli är en tvåvingeart som beskrevs av Jezek 1996. Brunettia uzeli ingår i släktet Brunettia och familjen fjärilsmyggor.
Artens utbredningsområde är Sri Lanka. Inga underarter finns listade i Catalogue of Life.